# Imperforation anale
 Mise en garde médicale
Une imperforation anale ou des malformations anorectales (ARM) sont des malformations congénitales concernant le rectum. Les ARM sont un spectre de diverses anomalies congénitales qui varient de lésions assez mineures à des anomalies complexes. La cause des ARM est inconnue : la base génétique de ces anomalies est très complexe en raison de leur variabilité. 
Chez 8% des patients des facteurs génétiques sont clairement associés aux ARM. La malformation anorectale dans le syndrome de Currarino (en) représente la seule association pour laquelle le gène HLXB9 (en) a été identifié,. 

## Caractéristiques
Il existe plusieurs formes d'imperforations anales et de malformations ano-rectales. La classification usuelle se base sur le type de fistule associée. 
La classification classique de Wingspread se basait sur la hauteur des malformations. 
- lésion basse, dans laquelle le côlon reste proche de la peau. Dans ce cas, il peut y avoir une sténose (rétrécissement) de l'anus, ou l'anus peut être complètement absent, le rectum se terminant dans un cul-de-sac.
- lésion élevée, dans laquelle le côlon est plus haut dans le bassin avec une fistule reliant le rectum et la vessie, l'urètre, le scrotum ou le vagin .
- cloaque persistant (en) (du terme cloaque, orifice analogue chez les reptiles et les amphibiens ), rectum, urètre et vagin restent indifférenciés en débouchant par un orifice cloacal commun.

L'imperforation de l'anus est généralement associée à d'autres malformations congénitales — problèmes de la colonne vertébrale, problèmes cardiaques, fistule trachéo-œsophagienne (en), atrésie de l'œsophage, anomalies rénales et anomalies des membres — appelées syndrome de VACTERL. 

## Anomalies associées
L'imperforation de l'anus est également associée à une incidence accrue d'autres anomalies spécifiques, appelées syndrome de VACTERL. 
Les anomalies associées à une imperforation de l'anus sont les trisomies 18 et 21, le syndrome des yeux de chat (trisomie partielle ou tétrasomie d'un chromosome 22 maternel), le syndrome de Baller-Gerold, le syndrome de Curranino (en), le syndrome de régression caudale, le syndrome FG, le syndrome de Johanson-Blizzard, le syndrome de McKusick Kaufman, le syndrome de Pallister-Hall, le syndrome des côtes courtes-polydactylie (en), le syndrome de Townes-Brocks, la monosomie distale 13q (en), le syndrome LUMBAR et le complexe OEIS (en) (omphalocèle, exstrophie (en) du cloaque, imperforation de l'anus, anomalies de la colonne vertébrale). 

## Diagnostic
Lorsqu'un enfant naît avec une malformation anorectale elle est généralement détectée rapidement. Les médecins déterminent ensuite le type d'anomalie congénitale et s'il existe ou non des malformations associées. Il est important de s'assurer de l'absence de toute autre anomalie associée pendant la période néonatale afin de les traiter précocement et d'éviter d'autres séquelles. Il existe deux catégories principales de malformations anorectales : celles qui nécessitent une colostomie protectrice et celles qui ne le nécessitent pas. La décision d'ouvrir une colostomie est généralement prise dans les 24 premières heures de la naissance. 
L'échographie peut être utilisée pour déterminer le type d'imperforation de l'anus. 

## Variations
Il existe d'autres formes de malformations anorectales, bien que l'imperforation de l'anus soit la plus courante. D'autres variantes incluent l'anus ectopique antérieur ; cette forme est plus fréquemment observée chez les filles et donne comme symptôme une constipation. 

## Traitement
L'imperforation de l'anus nécessite généralement une intervention chirurgicale immédiate pour ouvrir un passage pour les selles, sauf si une fistule peut être utilisée jusqu'à la chirurgie corrective. En fonction de la gravité de l'imperforation, elle est traitée soit par anoplastie périnéale soit par colostomie . 
Alors que de nombreuses techniques chirurgicales pour réparer définitivement les malformations anorectales ont été décrites, l'approche sagittale postérieure (PSARP) est devenue la plus commune. Elle implique une dissection du périnée sans entrée dans l'abdomen et 90% des anomalies chez les garçons peuvent être traitées de cette façon. 

## Pronostic
Avec une lésion haute, de nombreux enfants ont des problèmes pour contrôler la fonction intestinale et la plupart deviennent également constipés. Avec une lésion basse, les enfants ont généralement un bon contrôle intestinal, mais ils peuvent toujours devenir constipés. 
Pour les enfants dont les résultats pour la continence et la constipation sont médiocres après la chirurgie initiale, une chirurgie supplémentaire pour mieux établir l'angle entre l'anus et le rectum peut améliorer la continence et, pour ceux qui ont un grand rectum, une chirurgie pour enlever ce segment dilaté peut améliorer de manière significative le contrôle intestinal du patient. Un mécanisme de lavement antérograde peut être établi en joignant l'appendice à la peau (stomie de Malone) ; cependant, établir une anatomie plus normale est la priorité. 

## Épidémiologie
L'imperforation anale a une incidence estimée à 1 naissance sur 5000,. Elle affecte les garçons et les filles avec une fréquence similaire. Cependant, l'imperforation de l'anus se présentera en position basse 90% du temps chez les filles et 50% du temps chez les garçons. 
L'imperforation anale est une complication occasionnelle d'un tératome sacrococcygien. 

## Histoire
Le médecin byzantin du VIIe siècle Paul d'Égine a décrit pour la première fois un traitement chirurgical de l'imperforation de l'anus. Le médecin persan Xe siècle Ali ibn Abbas al-Majusi a été le premier à mettre en évidence la préservation des muscles du sphincter tout au long de la chirurgie et la prévention des rétrécissements avec un stent. Il a rapporté l'utilisation de vin pour le soin des plaies dans cette chirurgie. Certains rapports d'enfants survivants subissant cette opération sont disponibles au début de l'ère islamique médiévale. 